# Feu des Plâtresses
Le feu des Plâtresses désignait une tourelle lumineuse du Finistère, située dans le chenal du Four en mer d'Iroise et signalant un haut fond du plateau de la Helle, au large du phare de Trézien. À la suite de son effondrement lors d'une tempête en décembre 2007, deux balises flottantes ont été déposées pour le remplacer.

## Histoire
Il fut construit en 1892. C'est à l'origine une tourelle qui sera rehaussée en 1901, à 12 mètres au-dessus des plus hautes marées, puis à 17 mètres en 1904, pour recevoir un feu fixe. 
Il sera éteint temporairement par l'autorité maritime en 1917 car la tourelle est renversée par le navire portugais l'Esprosende le 14 novembre 1917.
Entre 1920 et 1922, la tourelle est reconstruite en béton armé et parement en moellons et reçoit un nouveau feu fixe vert qui signale le chenal de la Helle. En 1976, on y installe un aérogénérateur pour le rendre autonome.
À l'image des phares et autres tourelles en France, le feu était laissé à l'abandon, sans entretien et a été détruit par la tempête des 8 et 9 décembre 2007 : la tourelle a cédé sous le niveau de la mer et s'est effondrée. 
La nouvelle n'a pas surpris les Phares et Balises (responsables de la signalisation maritime) qui avaient remarqué lors d'une précédente visite de nombreuses fissures dans la base de la tourelle. Cependant, le coût des travaux nécessaires étant prohibitif, il fut décidé de laisser le feu à l'abandon. Dans les semaines suivantes deux balises flottantes sont venues remplacer l'ancienne tourelle. Le feu des Plâtresses avait été construit il y a 85 ans.